# Piotr Mayevski
Piotr Féliksovich Mayevski (también transliterado como Petr Majevski, Majewski o Maevskii, en cirílico Пётр Феликсович Маевский) ( 1851, - 1892, San Petersburgo) fue un botánico ruso.
Fue especialista en las espermatófitas.
- La abreviatura «Majevski» se emplea para indicar a Piotr Mayevski como autoridad en la descripción y clasificación científica de los vegetales.[1]